# Warwick, Rhode Island
Warwick är en stad i Kent County i Rhode Island med 82 823 invånare (2020). 

## Kända personer från Warwick
- William Daniel Brayton, politiker
- Nathanael Greene, militär
- Ray Greene, politiker
- Michaela McManus, skådespelare